# Jochen Summer
Jochen Summer (Dietersdorf am Gnasbach, 28 mei 1977) is een Oostenrijks voormalig professioneel wielrenner. Aan het begin van zijn carrière was hij eveneens actief op de baan en in het veld. Summer reed voor onder meer Phonak Hearing Systems, maar werd daar in januari 2001 ontslagen, nadat hij positief testte bij een dopingtest op het middel fentermine. Hij kreeg tevens een schorsing opgelegd van drie maanden.
Na zijn schorsing reed Summer nog voor twee kleinere Oostenrijkse ploegen en won hij onder meer het puntenklassement in de Ronde van Oostenrijk.
De vader van Jochen, Hans Summer, was eveneens wielrenner en werd in 1977 nationaal kampioen op de weg.

## Belangrijkste overwinningen
2002
5e etappe Ronde van Griekenland
Sprintklassement Ronde van Griekenland
2003
GP Vorarlberg
2005
Poreč Trophy
7e etappe Ronde van Oostenrijk

## Resultaten in voornaamste wedstrijden
| Jaar |  | WK op de weg |
| ---- |  | ------------ |
| 2000 |  | 40e          |

## Ploegen
- 2000 –  Phonak Hearing Systems
- 2002 –  Volksbank-Ideal
- 2003 –  Volksbank-Ideal
- 2004 –  ELK-Simplon
- 2005 –  ELK Haus-Simplon
- 2006 –  Elk Haus-Simplon
- 2007 –  Elk Haus-Simplon
- 2008 –  Elk Haus-Simplon
- 2009 –  Elk Haus

Wielerploegen van Jochen Summer
Bourquenoud · 
Buxhofer · 
Charrière · 
Delbove · 
Derepas · 
Fragniere ·  
Griggio · 
Oesaw · 
Perras ·  
Richner · 
Stadelmann · 
Straumann ·
Summer · 
Zumsteg ·
Nuttli (stagiair) 
Beuchat · 
Bourquenoud · 
Buxhofer · 
Charrière · 
Derepas · 
Dumont ·  
Fragniere · 
Grabsch · 
Griggio · 
Moos · 
Nuttli · 
Oesaw · 
Reihs · 
Richner · 
Stadelmann · 
Straumann ·
Summer · 
Zumsteg ·
Bader (stagiair) · 
Lüdi (stagiair) ·
Peter (stagiair)
Comploi · 
Denifl · 
Eibegger · 
Fankhauser · 
Gründlinger · 
Konečný · 
Lauscha · 
Murer · 
Pfannberger · 
M. Pichler · 
P. Pichler · 
Rohregger · 
Rucker · 
Starzengruber · 
Summer · 
Totschnig · 
Valach · 
Weisshaupt
Denifl · 
Eibegger · 
Fankhauser · 
G. Lauscha · 
R. Lauscha · 
Murer · 
Pichler · 
Radochla · 
Rohregger · 
Rucker · 
Schorn · 
Starzengruber · 
Summer · 
Thurau · 
Totschnig · 
Trampusch · 
Valach